# دیواین (بازیگر)
دیواین (انگلیسی: Divine; ۱۹ اکتبر ۱۹۴۵ – ۷ مارس ۱۹۸۸) خواننده، هنرپیشه و درگ‌کوئین اهل ایالات متحده آمریکا بود که همکاری نزدیکی با جان واترز داشت. نام اصلی او هریس گلن میلستد است. او بر اثر کاردیومگالی درگذشت.